# Irina Kasimova
Irina Nikolaevna Kasimova (in russo Ирина Николаевна Касимова?; Karaganda, 9 aprile 1971) è un'ex sollevatrice russa medagliata mondiale e campionessa europea che ha gareggiato nelle categorie dei pesi massimi leggeri (fino a 70/69 kg.) e dei pesi medio-massimi (fino a 76 kg.).

## Carriera
Nata in Kazakistan durante l'epoca sovietica, Irina Kasimova rappresentò la Russia nelle competizioni internazionali di sollevamento pesi.
Nel 1994 ebbe la sua prima affermazione, vincendo la medaglia di bronzo nella categoria dei pesi medio-massimi ai Campionati europei di Roma con 207,5 kg. nel totale.
L'anno seguente, dopo essere scesa alla categoria inferiore dei pesi massimi leggeri (fino a 70 kg.), ottenne il più grande successo della sua carriera, conquistando la medaglia d'oro ai Campionati europei di Be'er Sheva con 210 kg. nel totale.
Nel 1996 vinse la medaglia d'argento ai Campionati mondiali di Varsavia con 212,5 kg. nel totale e, qualche mese più tardi, vinse la medaglia di bronzo ai Campionati europei di Praga con 207,5 kg. nel totale.
Nel 1997 ottenne la medaglia d'argento ai Campionati europei di Siviglia con 215 kg. nel totale.
L'anno successivo, gareggiando nella nuova categoria dei pesi massimi leggeri (fino a 69 kg.), vinse la medaglia di bronzo ai Campionati mondiali di Lahti con 225 kg. nel totale.
Nel 1999 ottenne la medaglia d'argento ai Campionati europei di La Coruña con 227,5 kg. nel totale, battuta dalla bulgara Milena Trendafilova (237,5 kg.).
L'anno seguente Kasimova vinse la sua ultima medaglia internazionale ai Campionati europei di Sofia, ottenendo la medaglia di bronzo con 222,5 kg. nel totale, battuta da Trendafilova (232,5 kg.) e dall'altra bulgara Daniela Kerkelova (227,5 kg.).
Qualche mese dopo, Irina Kasimova partecipò alle Olimpiadi di Sydney 2000, dove il sollevamento pesi femminile faceva il suo esordio olimpico, terminando la competizione al 6º posto finale con 230 kg. nel totale.